# Karel Postl
Karel Postl, příjmení psáno též Postel (9. listopadu 1769, Bechyně – 15. března 1818, Praha), byl český klasicistní malíř, kreslíř a grafik.

## Život
Karel Postl se narodil v rodině úředníka hraběcí rodiny Paarů v Bechyni. Na Akademii výtvarných umění ve Vídni vystudoval malířství u F. A Branda a grafickou speciálku J. Schmutzera. Od sklonku 18. století si zařídil ateliér v Praze. Roku 1805 vystavil v divadle Bouda na Koňském trhu monumentální panorama Prahy, které mu pomohlo ke získání postu divadelního malíře Stavovského divadla. Postl přesídlil roku 1806 do Prahy. Postl bydlel v Praze na Starém Městě v Celetné ulici 12 v domě čp. 558/I. Jako malíř Stavovského divadla jej později vystřídal Antonín Machek.
Společnost vlasteneckých přátel umění jej zvažovala na místo prvního ředitele kreslířské Akademie, ale nakonec dostal přednost absolvent Milánské a Římské Akademie Josef Bergler. V roce 1802 se podílel na založení grafické dílny na Akademii v Praze a v letech 1806 – 1817, tedy téměř do své smrti, zde vyučoval krajinomalbu a grafickou vedutu. V letních měsících Postlovi studenti chodili jednou týdně malovat do plenéru. K jeho žákům patřili Josef Šembera, Vincenc Morstadt, Josef Bedřich Zwettler a Antonín Mánes, který se stal také Postlovým nástupcem na Akademii. 
Zemřel na plicní tuberkulózu. Je pohřben na Olšanských hřbitovech v Praze.

## Dílo
V jeho díle se prolíná klasicismus a romantismus se vzory jak vídeňskými, tak francouzskými (Claude Lorrain, Nicolas Poussin). V krajinomalbě se zaměřil na panoramatické scenérie Prahy, i dalších měst, nebo českých lázeňských měst (Karlovy Vary, Mariánské lázně, Teplice) které byly často vydávány v grafických albech, například u společnosti Artaria. Roku 1815 zachytil Karlštejn ještě před následnou opravou z let 1815-1818. Byl rovněž zručným portrétistou. Podílel se také na tvorbě pohlednic pro některá lázeňská města. Jeho nejznámější cyklus Čtyři denní doby (1810), který vznikl na objednávku nakladatele Bohumila Haase, zachycuje idealizovanou a v Evropě oblíbenou krajinu jižního typu.
Svými obrazy je zastoupen především ve sbírkách Národní galerie, Muzea hlavního města Prahy a Národního muzea.

### Výběr z díla
- Nové aleje a kostel sv. Voršily v Praze, 1800 (Muzeum hl. m. Prahy)
- Pohled na Teplice, akvarel, 1803
- Panoráma Vídně, 1804
- Panoráma Prahy z věže vodárny
- Klášter sv. Anny v Čechách (?)[7]
- Partie ze Štvanice v Praze
- Špitálsko a Invalidovna, 1815-1817
- Královská obora a Místodržitelský letohrádek, 1810 (Muzeum hl. m. Prahy)
- Pohled na Český Krumlov
- Čtyři denní doby, (Národní galerie)
- Lesní krajina, (Národní galerie)
- Portrét Postlovy manželky při šití, (Národní galerie)
- Přímořská krajina s pěvcem, (Památník národního písemnictví)[8]
- Alegorie přátelství a vděčnosti, střelecký terč, 1812 (Muzeum hl. m. Prahy)

## Galerie

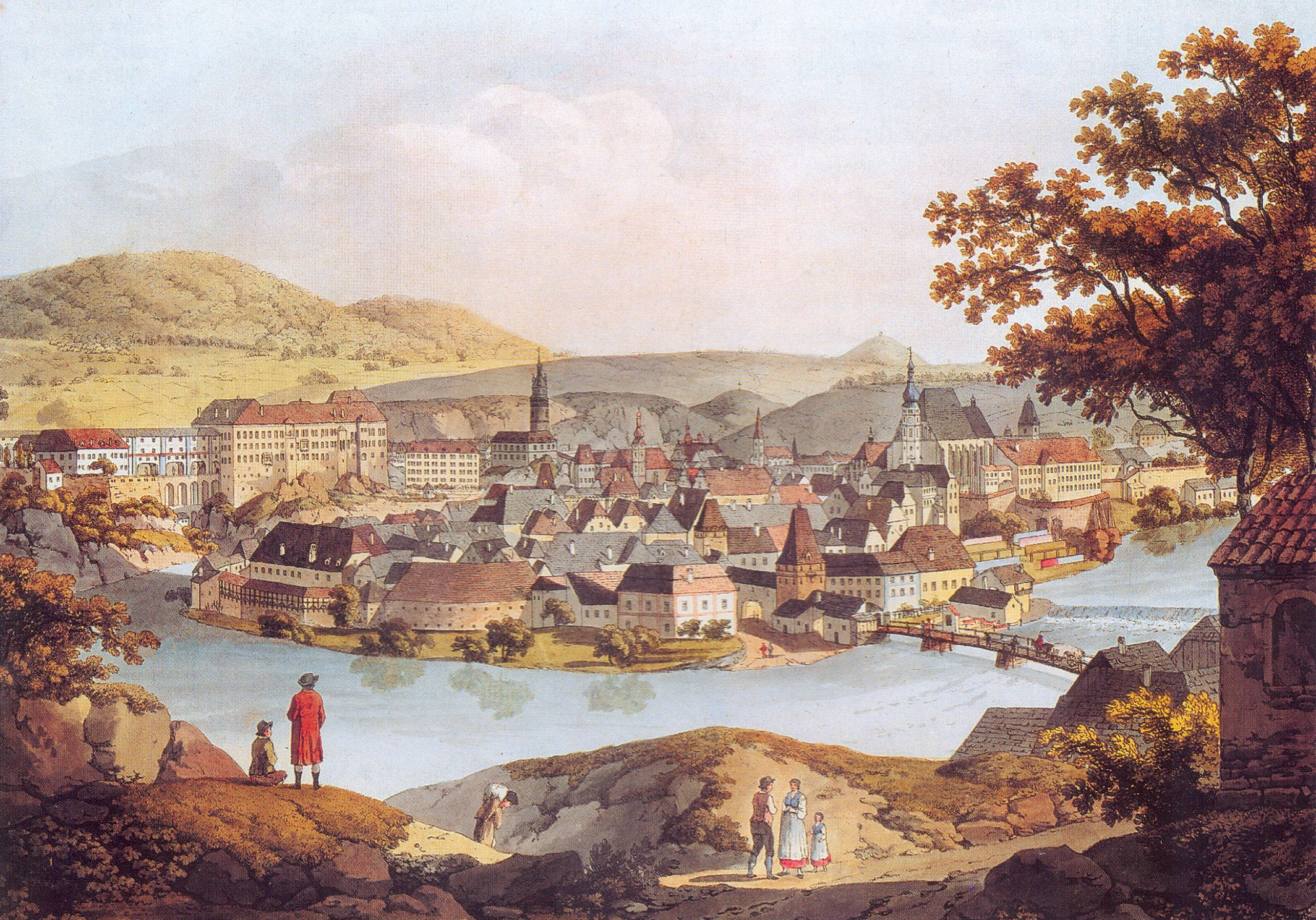
Český Krumlov, první čtvrtina 19. století (kol. 1810)
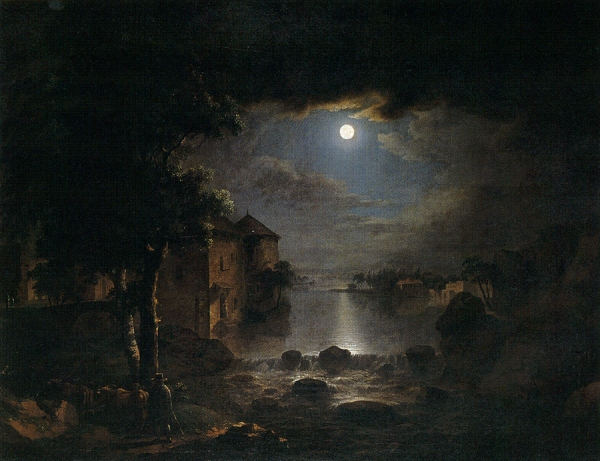
Čtyři denní doby, noc (kol. 1810)
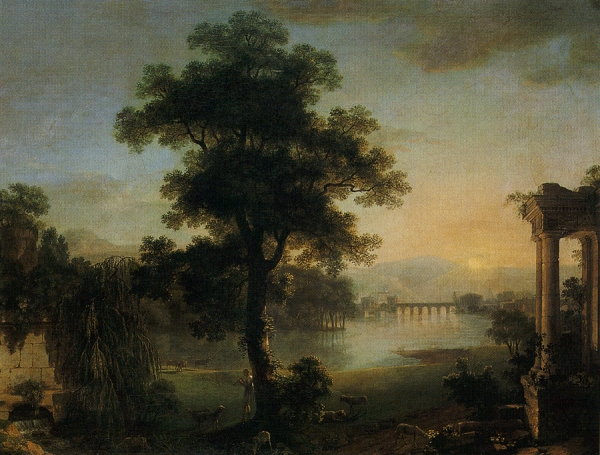
Čtyři denní doby, ráno (kol. 1810)
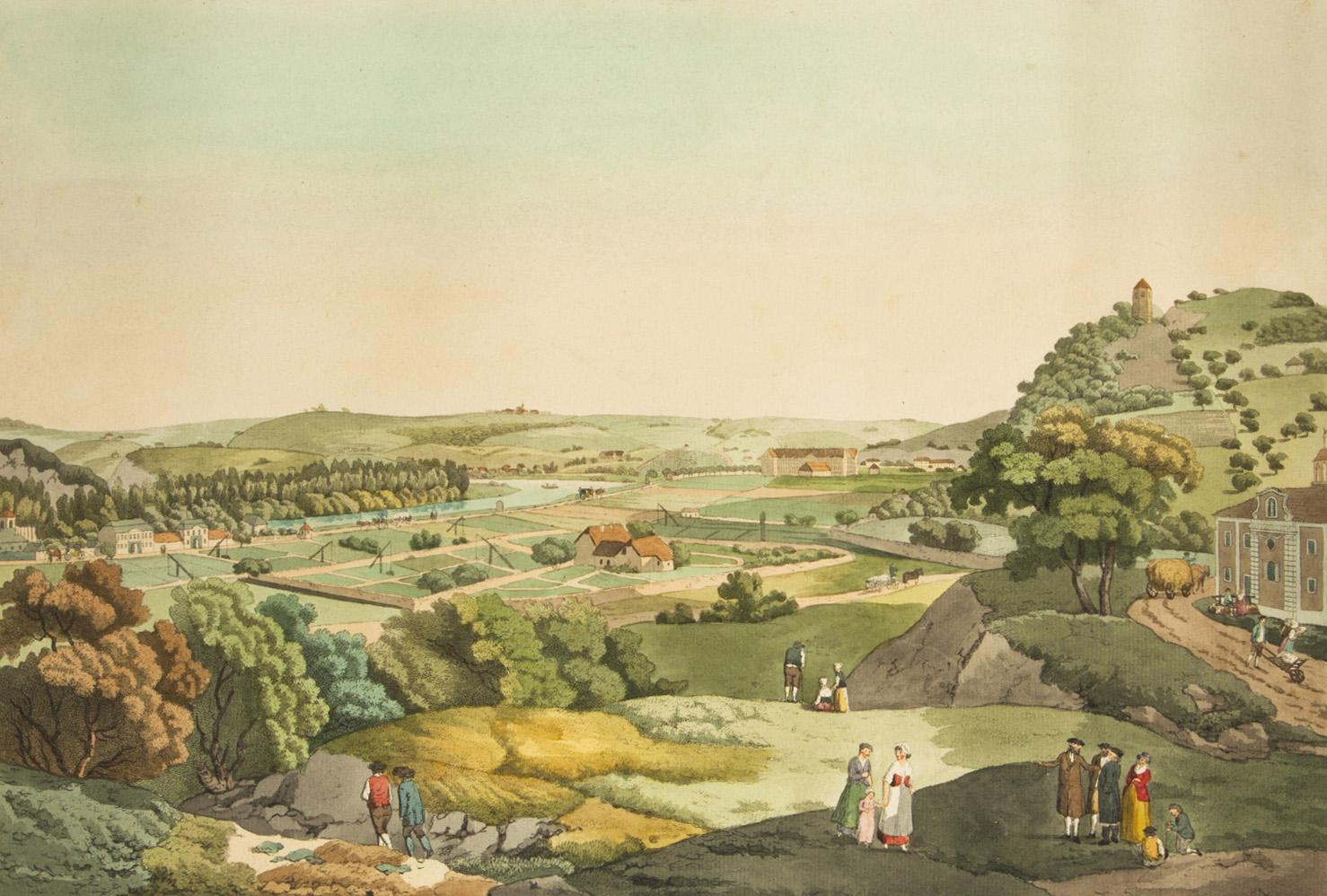
Pohled na Špitálsko a pražskou Invalidovnu (1815-1817)
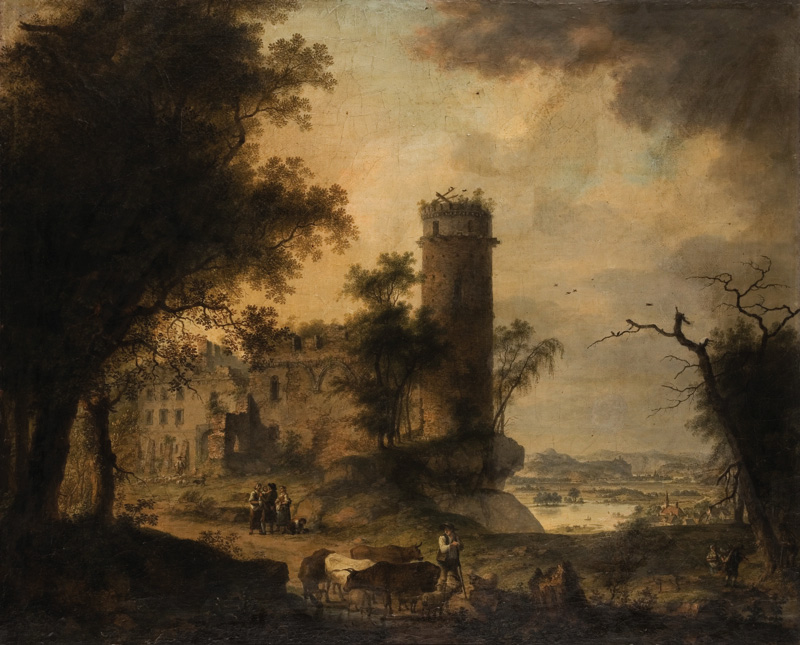
Klášter sv. Anny v Čechách (před 1818)